# St Ives (Dorset)
St Ives – wieś w Anglii, w hrabstwie Dorset. Leży 46 km na wschód od miasta Dorchester i 140 km na południowy zachód od Londynu.